# Cabúyao
Cabúyao es una ciudad de la provincia de La Laguna en Filipinas. Según el censo del 2010, tiene 248,436 habitantes.

## Barangayes
Cabúyao se subdivide administrativamente en 18 barangayes.
| - Baclaran - Banaybanay - Banlic - Butong - Bigaa - Casile - Gulod - Mamatid - Marinig | - Niugan - Pittland - Pulo - Sala - San Isidro - Diezmo - Barangay Uno (Pob.) - Barangay Dos (Pob.) - Barangay Tres (Pob.) |